# توماسو مانچینی
توماسو مانچینی (انگلیسی: Tommaso Mancini؛ زادهٔ ۲۳ ژوئیهٔ ۲۰۰۴) بازیکن فوتبال است.
وی همچنین در تیم‌های ملی فوتبال زیر ۱۵ سال ایتالیا و زیر ۱۶ سال ایتالیا بازی کرده‌است.